# Carra Castle
Carra Castle (irisch Caisleán Carrach) ist die Ruine eines Schlosses im County Antrim, Nordirland. Sie liegt 1,5 Kilometer nördlich des Ortes Cushendun.

## Etymologie
Der Name Carra leitet sich möglicherweise vom Familiennamen "Carey" ab. Früher war es vermutlich unter dem Namen Saer’s Castle bekannt.

## Geschichte
Wann das Schloss erbaut wurde, ist unsicher, vermutlich stammt es aber aus dem frühen 14. Jahrhundert. 1565 befand sich das Schloss in Besitz von Shane O’Neill, der Sorley Boy MacDonnell hier gefangen hielt. 1567 waren Mitglieder der Familie MacDonnell zu Gast auf dem Schloss. Am 2. Juni 1567 erstachen sie O’Neill und schickten seinen Kopf an den Vertreter von Elisabeth I. auf Dublin Castle. 1585 wurde das Schloss von englischen Truppen belagert. Im ausgehenden Mittelalter wurde das Gelände als Friedhof für Kinder genutzt. Um das Jahr 1730 bewohnte eine Familie mit dem Namen Lynch das Schloss.

## Architektur
Das Gebäude weist die Charakteristika eines Hallenhauses auf, seine äußeren Abmessungen deuten jedoch eher auf einen Wohnturm hin. Die heute noch vorhandenen Reste stammen von einem viereckigen Wohnturm.